# Suytik
Suytik es una localidad del municipio de Larráinzar ubicado en la región de Los Altos del estado mexicano de Chiapas.

## Geografía
La localidad de Suytik se sitúa en las coordenadas geográficas 16°53′39″N 92°43′55″O / 16.894167, -92.731944, a una elevación de 2,033 metros sobre el nivel del mar.

## Demografía
Según el Censo de Población y Vivienda 2020, efectuado por el Instituto Nacional de Estadística y Geografía, la localidad de Suytik tiene 505 habitantes, de los cuales 231 son del sexo masculino y 274 del sexo femenino. Su tasa de fecundidad es de 2.9 hijos por mujer y tiene 101 viviendas particulares habitadas.
| Gráfica de evolución demográfica de Suytik entre 1921 y 2020 |
|                                                              |
| INEGI.                                                       |